# أليسون بيفيريدج
أليسون بيفيريدج (بالإنجليزية: Allison Beveridge) مواليد 1 يونيو 1993، هي متسابقة كندية.

## الميداليات
| الميدالية | المسابقة                               |
| --------- | -------------------------------------- |
| برونزية   | بطولة العالم للدراجات على المضمار 2015 |
| برونزية   | بطولة العالم للدراجات على المضمار 2015 |
| ذهبية     | دورة الألعاب الأمريكية 2015            |
| برونزية   | دورة الألعاب الأمريكية 2015            |

## روابط خارجية
- أليسون بيفيريدج على موقع الاتحاد الدولي للدراجات (الإنجليزية)
- أليسون بيفيريدج على موقع أرشيف الدراجات (الإنجليزية)
- أليسون بيفيريدج على موقع إحصائيات الدراجات الإحترافية (الإنجليزية)
- أليسون بيفيريدج على موقع نسبة الدراجات (الإنجليزية)
- أليسون بيفيريدج على موقع CycleBase (الإنجليزية)
- أليسون بيفيريدج على موقع أوليمبيديا (الإنجليزية)